# 山田郡 (群馬県)
- 令制国一覧 > 東山道 > 上野国 > 山田郡
- 日本 > 関東地方 > 群馬県 > 山田郡

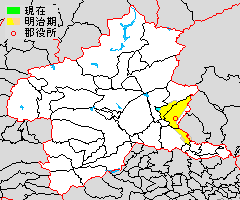
群馬県山田郡の範囲（水色：後に他郡から編入した区域 薄黄：後に他郡に編入された区域）

山田郡（やまだぐん） は、群馬県（上野国）にあった郡。

## 郡域
1878年（明治11年）に行政区画として発足した当時の郡域は、現在の行政区画では概ね以下の区域に相当する。
- 桐生市（新里町各町、黒保根町各町、菱町および梅田町の一部を除く）
- 太田市（龍舞町、下小林町、東長岡町、東金井町、東今泉町、緑町、吉沢町以東）
- みどり市（大間々町上神梅、大間々町下神梅、大間々町塩沢を除く大間々町各町）
- 栃木県足利市（荒金町、藤本町、新宿町、里矢場町、南大町）

## 歴史

### 近代以降の沿革
- 「旧高旧領取調帳」に記載されている明治初年時点での支配は以下の通り。幕府領は関東在方掛の岩鼻陣屋が管轄。●は村内に寺社領が存在。（1町62村）

| 知行         | 知行               | 村数    | 村名 |
| ------------ | ------------------ | ------- | --- |
| 幕府領       | 幕府領             | 34村    | 桐原村、小平村、今泉村、村松村、堤村、●本宿村、浅部村、●高沢村、二渡村、山地村、境野村、如来堂村、●上広沢村、中広沢村、下広沢村、一本木村、●矢田堀村、丸山村、荒金村、石原村、植木野村、若林村、市場村、富田村、大町村、矢部村、上小林村、東長岡村、古氷村、只上村、只上新田（只上村のうち）、吉沢村、沖之郷、東金井村、安良岡村 |
| 幕府領       | 旗本領             | 17村    | 長尾根村、二軒在家村、●新宿村、下新田村、●下仁田山村、中仁田山村、蕪町村、●天王宿村、天沼新田、●東小倉村、●西小倉村、高津戸村、名久木村、●須永村、台之郷、三堀村、下小林村 |
| 幕府領       | 幕府領・旗本領     | 7村     | 塩原村、●下久方村、上仁田山村、矢場村、八重笠村、●東今泉村、龍舞村 |
| 藩領         | 上総請西藩         | 1村     | 浅原村 |
| 藩領         | 出羽松山藩         | 1町 1村 | 大間々村、●桐生新町 |
| 幕府領・藩領 | 幕府領・上野前橋藩 | 1村     | ●上久方村 |
| 幕府領・藩領 | 幕府領・下野佐野藩 | 1村     | 茂木村 |

- 慶応4年6月17日（1868年8月5日） - 天領が岩鼻県の管轄となる。
- 明治元年12月7日（1869年1月19日）  - 請西藩の改易、出羽松山藩の減封により、両藩の管轄地域が岩鼻県の管轄となる。
- 明治2年 - 館林藩の領地替えにより佐野藩領および天領の内、旧・旗本領の一部（矢場村、台ノ郷）と旧・幕府領の一部（矢田堀村、丸山村、荒金村、茂木村、石原村、植木野村、若林村、市場村、富田村、大町村、矢部村、上小林村、矢場村、東長岡村、八重笠村）が館林藩領となる。
- 明治4年
  - 7月14日（1871年8月29日） - 廃藩置県により、藩領が館林県、前橋県の管轄となる。
  - 10月28日（1871年12月10日） - 第1次府県統合により、前橋県の管轄地域が群馬県（第1次）の管轄となる。
  - 11月14日（1871年12月25日） - 第1次府県統合により、全域が栃木県の管轄となる。
- 明治6年（1873年） - 今泉村・村松村・堤村・本宿村が合併して安楽土村となる。（1町59村）
- 明治7年（1874年） - 二軒在家村が桐原村に合併。（1町58村）
- 明治9年（1876年）（1町50村）
  - 8月21日 - 第2次府県統合により、当郡域は群馬県（第2次）の管轄となる。
  - 上広沢村・中広沢村・下広沢村が合併して広沢村となる。
  - 若林村・富田村が合併して富若村となる。
  - 上仁田山村・中仁田山村・下仁田山村・名久木村が合併して山田村となる。
  - 矢部村・三堀村が只上村に合併。
- 明治11年（1878年）12月7日 - 郡区町村編制法の群馬県での施行により、行政区画としての山田郡が発足。郡役所が桐生新町に設置。

### 町村制以降の沿革
- 明治22年（1889年）4月1日 - 町村制の施行により、以下の町村が発足。（2町8村）
  - 桐生町 ← 桐生新町、安楽土村、下久方村、新宿村、上久方村［一部］（現・桐生市）
  - 梅田村 ← 浅部村、高沢村、二渡村、山地村、上久方村［大部分］（現・桐生市）
  - 川内村 ← 山田村、須永村、西小倉村、東小倉村（現・桐生市）、高津戸村（現・桐生市、みどり市）
  - 福岡村 ← 浅原村、塩原村、小平村、長尾根村（現・みどり市）
  - 大間々町 ← 大間々村、桐原村（現・みどり市）
  - 相生村 ← 下新田村、如来堂村、天王宿村、蕪町村、天沼新田（現・桐生市）
  - 広沢村 ← 広沢村、一本木村（現・桐生市）
  - 境野村（単独村制、現・桐生市）
  - 毛里田村 ← 吉沢村、丸山村、矢田堀村、東今泉村、古氷村、只上村、市場村、富若村、新田郡太田町［一部］（現・太田市）
  - 韮川村 ← 矢場村、植木野村（現・太田市、栃木県足利市）、大町村、荒金村（現・栃木県足利市）、台之郷、東長岡村、東金井村、石原村、安良岡村、上小林村、龍舞村、沖之郷、茂木村、下小林村、八重笠村、新田郡太田町［一部］（現・太田市）
- 明治26年（1893年）7月15日 - 韮川村の一部が分立し、矢場川村（大字矢場・荒金・大町・植木野）、休泊村（大字竜舞・沖之郷・茂木・下小林・八重笠）が発足。（2町10村）
- 明治29年（1896年）7月15日 - 郡制を施行。
- 大正10年（1921年）3月1日 - 桐生町が市制施行して桐生市となり、郡より離脱。（1町10村）
- 大正12年（1923年）4月1日 - 郡会が廃止。郡役所は存続。
- 大正15年（1926年）7月1日 - 郡役所が廃止。以降は地域区分名称となる。
- 昭和8年（1933年）4月1日 - 境野村が桐生市に編入。（1町9村）
- 昭和12年（1937年）4月1日 - 広沢村が桐生市に編入。（1町8村）
- 昭和15年（1940年）4月1日 - 韮川村が新田郡太田町・九合村・沢野村と合併し、改めて新田郡太田町が発足、郡より離脱。（1町7村）
- 昭和17年（1942年）7月1日 - 「新田山田地方事務所」が桐生市に設置され、新田郡とともに管轄。
- 昭和29年（1954年）10月1日（1町3村）
  - 福岡村および川内村の一部（大字高津戸の一部）が大間々町に編入。
  - 梅田村・相生村および川内村の残部が桐生市に編入。
- 昭和32年（1957年）4月1日 - 休泊村が太田市に編入。（1町2村）
- 昭和33年（1958年）2月1日 - 大間々町が勢多郡黒保根村の一部（大字塩沢・上神梅・下神梅）を編入。
- 昭和35年（1960年）7月1日 - 矢場川村の一部（大字矢場・植木野の各一部）が太田市、残部が栃木県足利市に分割編入され、郡より離脱。（1町1村）
- 昭和38年（1963年）12月1日 - 毛里田村が太田市に編入。（1町）
- 平成18年（2006年）3月27日 - 大間々町が新田郡笠懸町、勢多郡東村と合併してみどり市が発足。同日山田郡消滅。

### 変遷表
| 明治22年4月1日 | 明治22年 - 大正9年            | 大正10年 - 昭和20年               | 昭和21年 - 昭和28年 | 昭和29年 - 昭和64年                                     | 平成1年 - 平成18年             | 現在          |
| -------------- | ----------------------------- | --------------------------------- | ------------------- | ------------------------------------------------------- | ------------------------------ | ------------- |
| 桐生町         | 桐生町                        | 大正10年3月1日 市制               | 桐生市              | 桐生市                                                  | 桐生市                         | 桐生市        |
| 境野村         | 境野村                        | 昭和8年4月1日 桐生市に編入        | 桐生市              | 桐生市                                                  | 桐生市                         | 桐生市        |
| 広沢村         | 広沢村                        | 昭和12年4月1日 桐生市に編入       | 桐生市              | 桐生市                                                  | 桐生市                         | 桐生市        |
| 梅田村         | 梅田村                        | 梅田村                            | 梅田村              | 昭和29年10月1日 桐生市に編入                            | 桐生市                         | 桐生市        |
| 相生村         | 相生村                        | 相生村                            | 相生村              | 昭和29年10月1日 桐生市に編入                            | 桐生市                         | 桐生市        |
| 川内村         | 川内村                        | 川内村                            | 川内村              | 昭和29年10月1日 桐生市に編入 （高津戸地区の一部を除く） | 桐生市                         | 桐生市        |
| 川内村         | 川内村                        | 川内村                            | 川内村              | 昭和29年10月1日 大間々町に編入 （高津戸地区の一部）     | 平成18年3月27日 みどり市の一部 | みどり市      |
| 大間々町       | 大間々町                      | 大間々町                          | 大間々町            | 大間々町                                                | 平成18年3月27日 みどり市の一部 | みどり市      |
| 福岡村         | 福岡村                        | 福岡村                            | 福岡村              | 昭和29年10月1日 大間々町に編入                          | 平成18年3月27日 みどり市の一部 | みどり市      |
| 毛里田村       | 毛里田村                      | 毛里田村                          | 毛里田村            | 昭和38年12月1日 太田市に編入                            | 平成17年3月28日 太田市の一部   | 太田市        |
| 韮川村         | 韮川村                        | 昭和15年4月1日 新田郡太田町の一部 | 昭和23年5月3日 市制 | 太田市                                                  | 平成17年3月28日 太田市の一部   | 太田市        |
| 韮川村         | 明治26年7月15日 分立 休泊村   | 休泊村                            | 休泊村              | 昭和32年4月1日 太田市に編入                             | 平成17年3月28日 太田市の一部   | 太田市        |
| 韮川村         | 明治26年7月15日 分立 矢場川村 | 矢場川村                          | 矢場川村            | 昭和35年7月1日 太田市に編入                             | 平成17年3月28日 太田市の一部   | 太田市        |
| 韮川村         | 明治26年7月15日 分立 矢場川村 | 矢場川村                          | 矢場川村            | 昭和35年7月1日 栃木県足利市に編入                       | 栃木県 足利市                  | 栃木県 足利市 |

## 行政
郡役所設置時の所在地は桐生新町。
歴代郡長
| 代 | 氏名       | 就任年月日                | 退任年月日                | 備考                   |
| -- | ---------- | ------------------------- | ------------------------- | ---------------------- |
| 1  | 小関信国   | 明治11年（1878年）12月7日 | 明治13年（1880年）1月24日 |                        |
| 2  | 松井強哉   | 明治13年（1880年）1月24日 | 明治23年（1890年）12月6日 |                        |
| 3  | 吉見邦直   | 明治23年（1890年）12月6日 | 明治29年（1896年）4月28日 | 依願免官               |
| 4  | 利根川孫六 | 明治29年（1896年）4月28日 | 明治31年（1898年）10月4日 |                        |
| 5  | 森重毅     | 明治31年（1898年）10月4日 | 明治36年（1903年）6月3日  |                        |
| 6  | 橋本求     | 明治36年（1903年）6月3日  | 明治39年（1906年）6月16日 |                        |
| 7  | 石川泰三   | 明治39年（1906年）6月16日 | 明治42年（1909年）12月7日 |                        |
| 8  | 福田伊八   | 明治42年（1909年）12月7日 | 明治44年（1911年）1月19日 |                        |
| 9  | 利根川孫六 | 明治44年（1911年）1月19日 | 大正2年（1913年）6月30日  | 依願免官               |
| 10 | 直井三郎   | 大正2年（1913年）6月30日  | 大正5年（1916年）1月11日  | 依願免官               |
| 11 | 吉田恒喜   | 大正5年（1916年）1月11日  | 大正8年（1919年）9月1日   | 休職                   |
| 12 | 堀太郎作   | 大正8年（1919年）9月1日   | 大正10年（1921年）3月5日  |                        |
| 13 | 野中富三郎 | 大正10年（1921年）3月5日  | 大正13年（1924年）10月4日 |                        |
| 14 | 関口義慶二 | 大正13年（1924年）10月4日 | 大正14年（1925年）8月12日 | 依願免官、桐生市長就任 |
| 15 | 吉永貫一   | 大正13年（1924年）10月4日 | 大正15年（1926年）6月30日 | 郡役所廃止により、廃官 |